# Мавзолей Чупан-ата (Ташкент)
Мавзолей Чупа́н-ата́, Мавзолей Чупаната (узб. Cho‘ponota maqbarasi/Чўпонота мақбараси) — памятник архитектуры, мавзолей в Ташкенте, входит в состав архитектурного комплекса Чупан-ата на одноимённом кладбище. Мавзолей посвящён легендарному персонажу, почитаемому в Средней Азии как покровитель чабанов и бараньих стад. Постройка, вероятно, не является настоящей гробницей и должна рассматриваться лишь как кадамжой («святое место»). Согласно легендам, приказ о возведении мавзолея был отдан Тамерланом или Улугбеком, однако археологические материалы позволяют датировать его концом XVIII века.
Мавзолей примечателен силуэтом, фигурными и кирпичными выкладками. Формы здания выступали прототипом для более поздних усыпальниц в Ташкенте: Муин Халпа-бобо и Ходжа Бахретдин-дона.

## Расположение
Мавзолей Чупаната входит в состав одноимённого религиозного комплекса на кладбище Чупаната. От входного сооружения комплекса (мечети) к нему проведена кладбищенская аллея. Некрополь расположен на территории 13-го квартала ташкентского массива Чиланзар.
По некоторым источникам, средневековое кладбище занимает западную часть холма-городища Казахмазартепа. Название археологического памятника связано с активным проникновением казахов в Ташкентский регион в XVIII веке в период джунгарского (калмыцкого) владычества. Одно из преданий утверждает, что мавзолей первоначально именовался Казах-мазар и строился в местности, населённой калмыками, однако относя эти события ко временам Тамерлана (Тимура).

## Сведения о строительстве
Исторические источники, сообщающие о строительстве мавзолея, не обнаружены, собранные опросные сведения —  немногочисленны. Археологические материалы позволяют датировать памятник концом XVIII века. При этом существует несколько противоречащих друг другу легенд, которые приписывают ему значительно более древний возраст.
Согласно одному из преданий, здание строилось по велению Тамерлана (Тимура), в загородной местности, где якобы жили калмыки, и в прошлом именовалась «Казах-мазар». 
Вторая легенда отдаёт инициативу Улугбеку, увидевшего во сне Чупан-ату. Святой будто бы упрекнул тимурида, что его захоронение никак не отмечено, после чего Улугбек направил из Самарканда в Ташкент строителей и материалы, определив им место для работ. Чупан-ате приписывается обводнение этой местности: вода якобы дошла от Катартала до холма Махалля благодаря его посоху. Тем самым, уже в легендарной истории допускается, что место связано лишь с почитанием, но не погребением чудотворца. Следует отметить, что в конструкции мавзолея имеются формы, которые потенциально действительно указывают на XV век, однако сопоставление памятника с копирующими его усыпальницами Муин Халпа-бобо и Ходжа Бахретдин-дона, безусловно возведёнными в XIX веке, позволяет отбросить данную версию.

## Архитектура

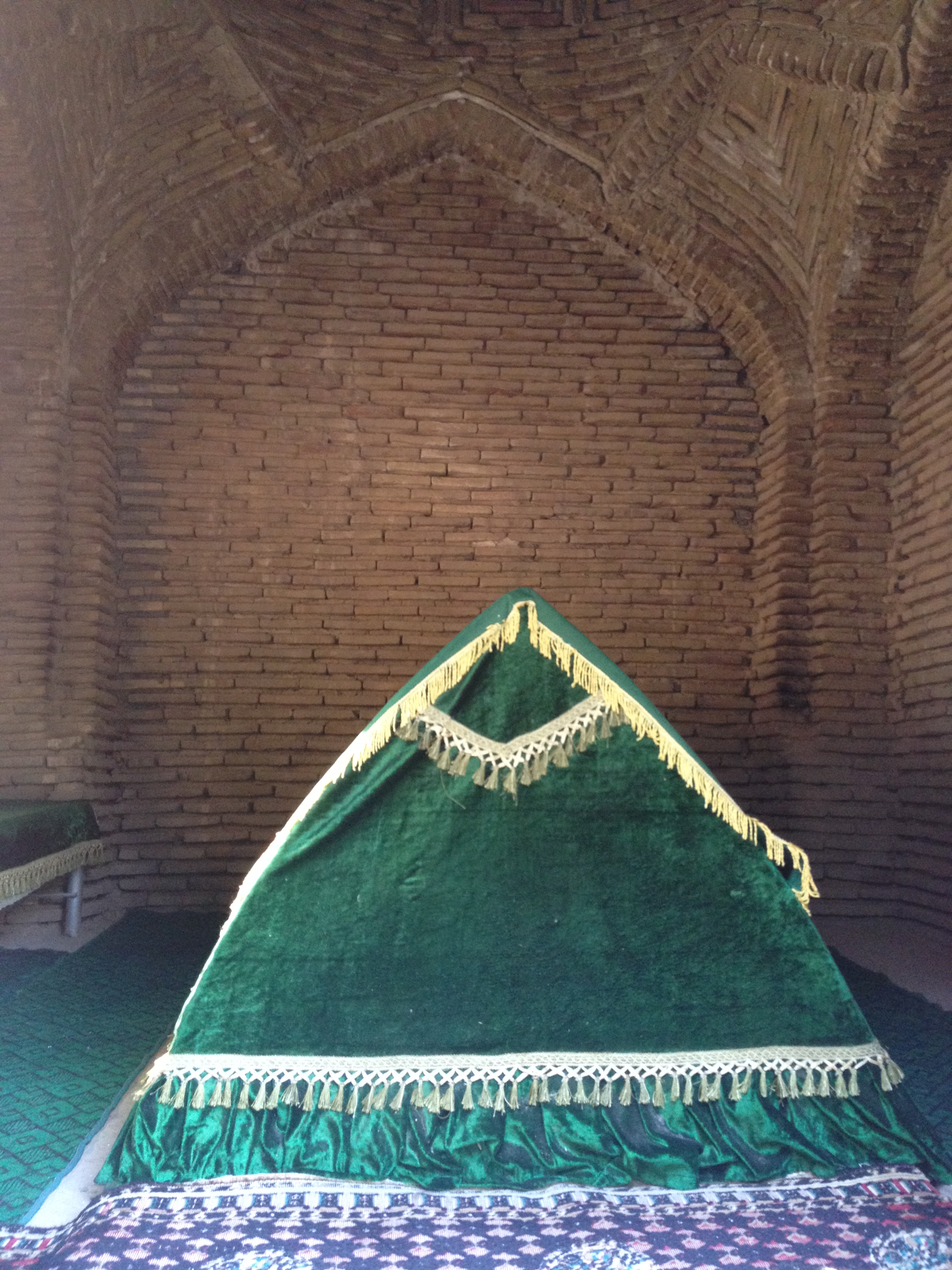
Интерьер
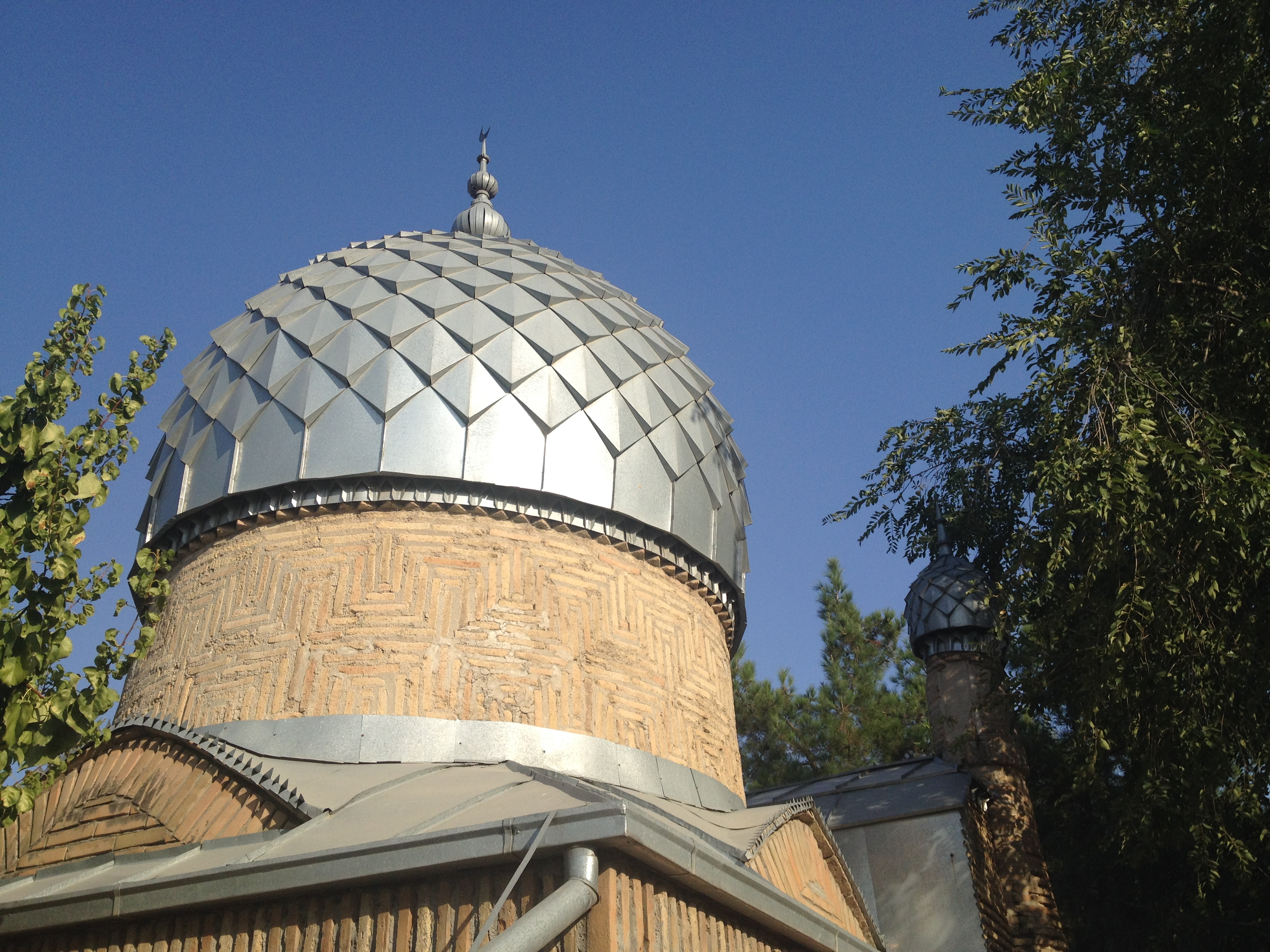
Купол и наружная фигурная выкладка барабана
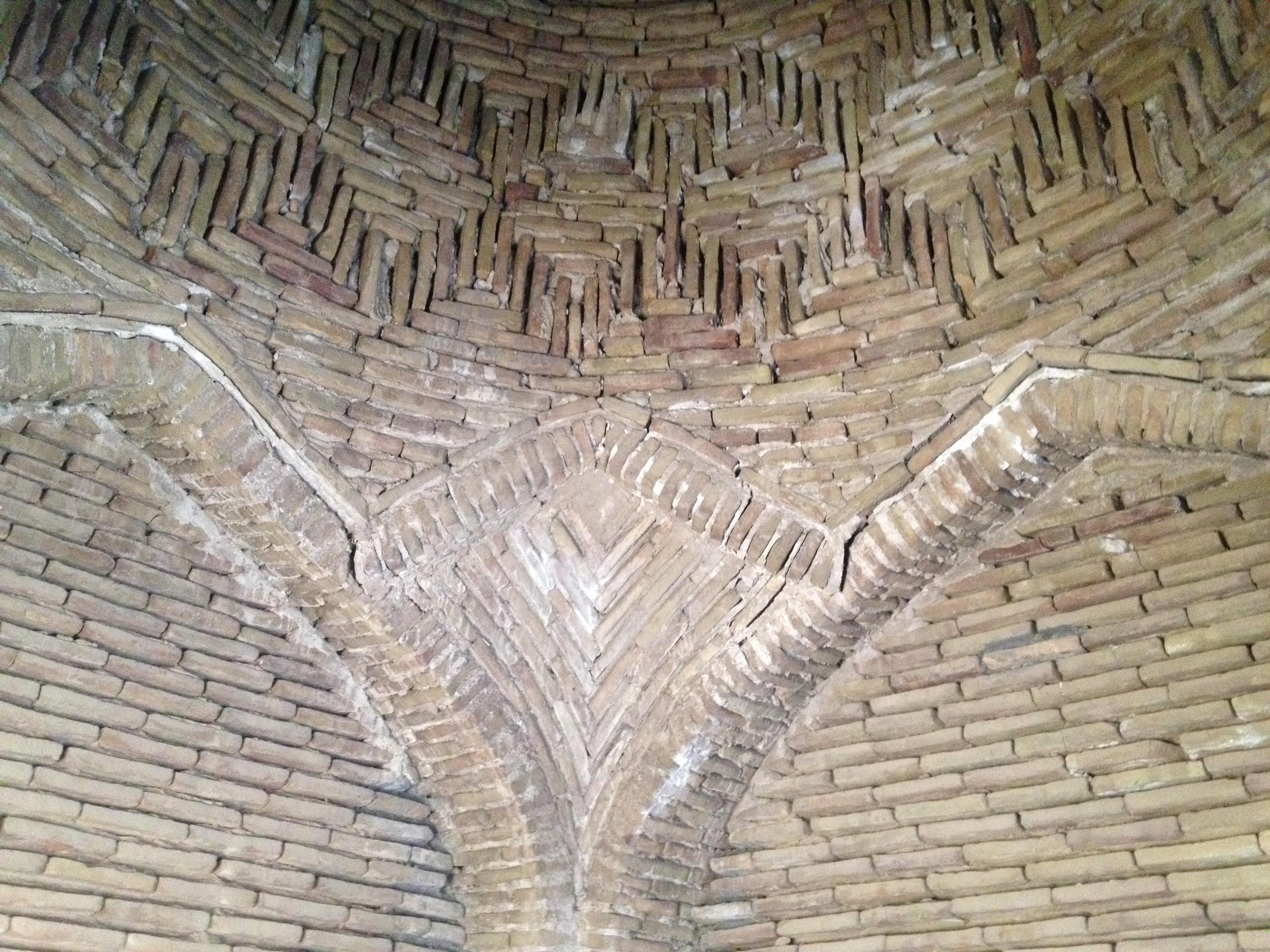
Щитовидный парус и внутренняя фигурная выкладка барабана
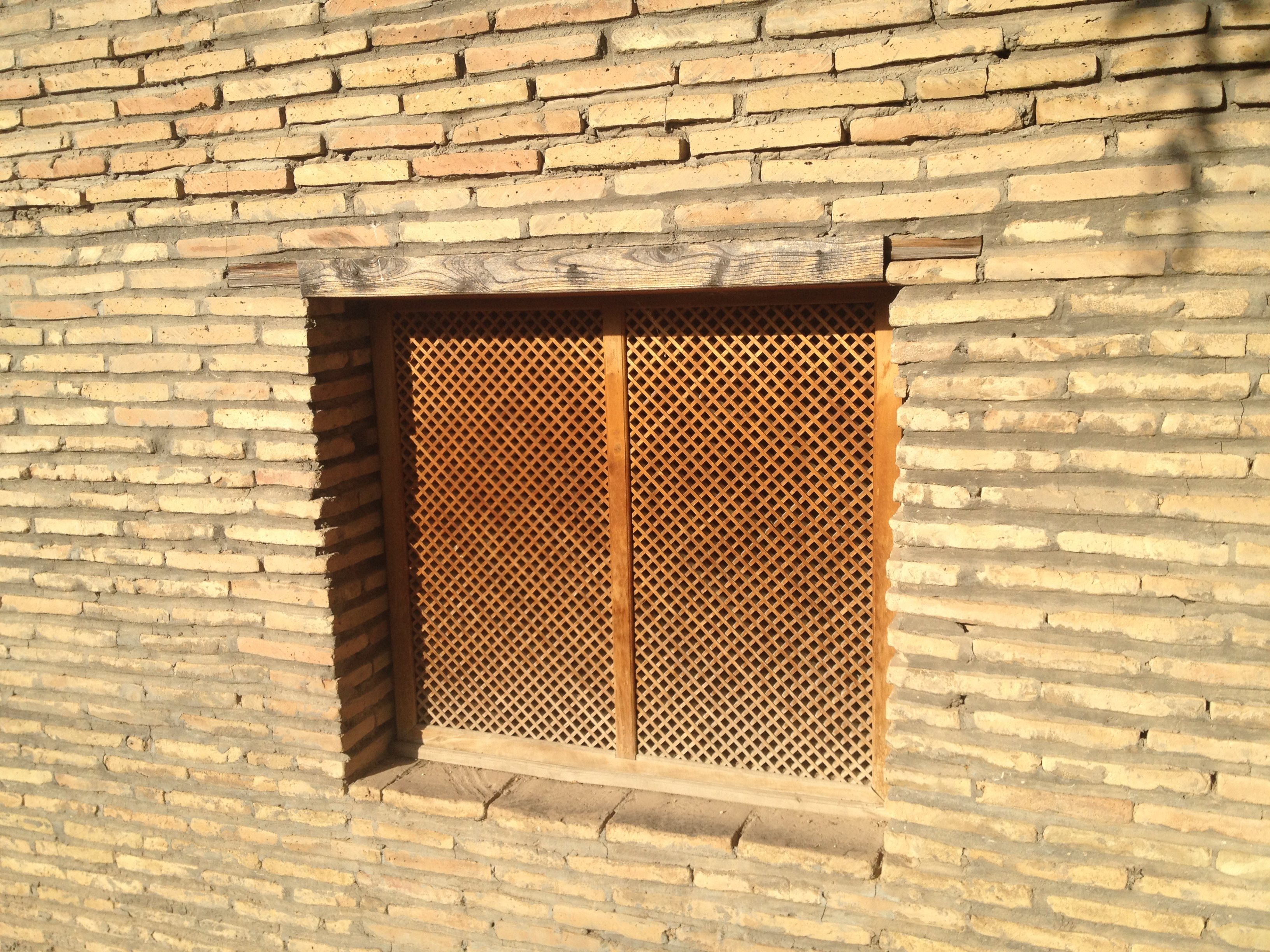
Окно с решёткой-панджара
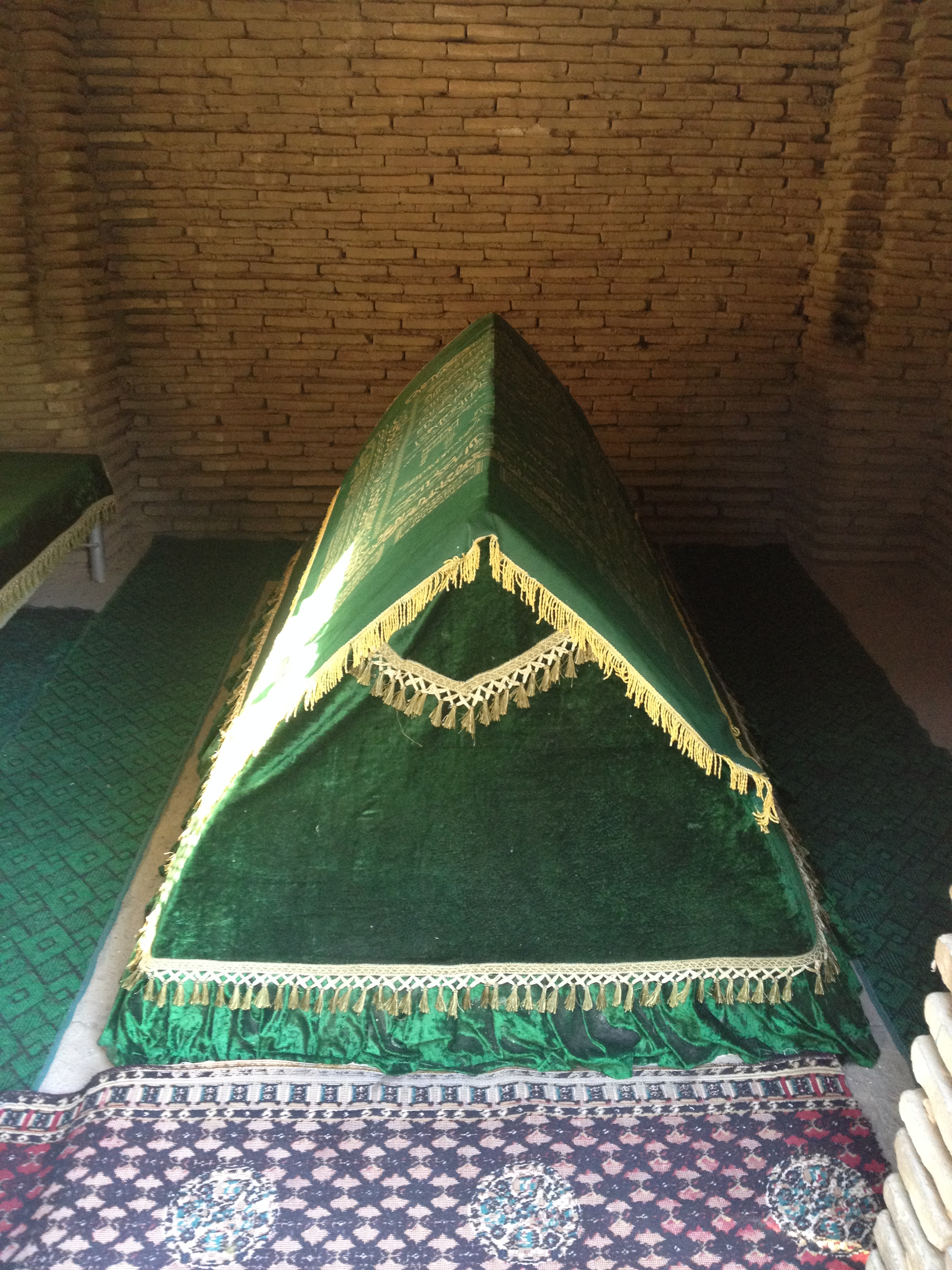
Надгробие-сагана

Постройка является однокамерной, портально-купольной. Основание представляет собой прямоугольную призму размером 4,6 × 5,6 м. В высоту мавзолей имеет 7,2 м. Вход в здание расположен с юга и оформлен в виде портала с колоннами-гульдаста. Вверху башенки оканчиваются фонарями. На цилиндрическом истончающемся кверху барабане установлен одинарный купол сфероконической формы (2,6 м по внутреннему диаметру). Он опирается на угловые щитовидные паруса.
Перекрытая куполом внутренняя камера имеет крестообразную форму с нишами. Из стены западной ниши прорезано единственное небольшое низкое окно. Мавзолей изнутри не отштукатурен. В центре зала расположено одно крупное надгробье-сагана.
Мавзолей выстроен из квадратного жжённого кирпича размером 24,5 × 24,5 × 4 см. Применялся глиняный (для стен) и ганчевый (для арок и купола) раствор. На барабане купола, щипцовой стене портала и башенках в кладке кирпичей декоративно чередуются вертикальные и горизонтальные ряды. Барабан снаружи и основание купола выложены фигурной кладкой, в виде больших ромбов и плетёнки («в ёлочку»).

## Влияние
Формы здания выступали прототипом для более поздних усыпальниц в Ташкенте: Муин Халпа-бобо и Ходжа Бахретдин-дона.